# Загорская (порода кур)
Заго́рская лососёвая — породная группа кур, выведенная в Институте птицеводства в Загорске в середине 1950-х гг. птицеводами Э. Э. Пенионжкевичем, Н. П. Третьяковым и И. К. Савельевым. Для скрещивания были взяты юрловские голосистые, русские белые, род-айланд и нью-гемпшир. Таким образом получили помесь — птицу с белым оперением и розовидным гребнем, а также с лососёвым оперением (окраска кур и петухов была различной) и листовидным гребнем. Потом эту птицу разводили в себе и в 1959 г. вывели кур, однородных по окраске оперения — лососёвой.

## Породные признаки
Корпус у них широкий, длинный и глубокий. Хорошо развиты грудные мышцы. Гребень листовидный, средних размеров, прямостоячий. Шея средней длины. Спина широкая и прямая, а упругий живот хорошо развит. Ноги, клюв и кожа жёлтые, однако у петухов допустим роговой цвет клюва. Ушные мочки небольшие, обычно красные, но допустимы белые вкрапления. Шея, спина и крылья у кур розовато-коричневого (лососёвого) цвета, перья на гриве тёмные, хвост чёрно-бурый. Грудь бледно-кремовая, живот белый. У петухов серебристо-серые грива и спина; грудь, живот и хвост — чёрные с зеленоватым отливом, малые кроющие перья красновато-коричневые. Петухов от кур по оперению можно отличить ещё в двухнедельном возрасте. У самцов отрастают чёрные маховые перья, а у самок серо-кремовые.
Лучшие годовалые куры весят 2,3—2,7 кг, а петухи 3,0—3,4 кг. Средняя яйценоскость — 190 штук в год, средний вес яиц от годовалых кур 62 г, максимальный 78 г; скорлупа кремово-коричневого цвета; оплодотворяемость яиц 95,4 %, а из сотни оплодотворённых яиц выводится 88, а то и больше цыплят. Сохранность молодняка 94 %, а взрослой птицы 87,5 %. Половая зрелость наступает рано, молодки начинают нестись в возрасте 150—160 дней.